# Xu Tianlongzi
Xu Tianlongzi (徐田龍子T, 徐田龙子S, Xú TiánlóngzǐP; Yantai, 11 gennaio 1991) è una nuotatrice cinese.

## Palmarès
- Olimpiadi

Pechino 2008: bronzo nella 4x100m misti.
- Mondiali

Melbourne 2007: bronzo nella 4x100m misti.
- Giochi asiatici

Doha 2006: argento nei 100m dorso.
Canton 2010: bronzo nei 50m dorso.
- Universiadi

Belgrado 2009: argento nei 50m dorso.